# Gran Premio motociclistico d'Australia 1990
Il Gran Premio motociclistico d'Australia 1990 fu il quindicesimo e ultimo Gran Premio della stagione 1990 e si disputò il 16 settembre 1990 sul circuito di Phillip Island. Le vittorie sono andate a Wayne Gardner in classe 500, a John Kocinski in classe 250 e a Loris Capirossi in Classe 125.
Kocinski e Capirossi vincono i titoli rispettivamente di 250 e 125, con l'italiano che diventa il più giovane campione del mondo della storia del motomondiale. Christian Sarron, dopo quindici anni di corse e un titolo conquistato, lascia il motomondiale.

## Classe 500

### Arrivati al traguardo
| Pos | Pilota              | Moto   | Giri | Tempo     | Griglia | Punti |
| --- | ------------------- | ------ | ---- | --------- | ------- | ----- |
| 1   | Wayne Gardner       | Honda  | 30   | 47:45.053 | 3       | 20    |
| 2   | Michael Doohan      | Honda  | 30   | +0.856    | 1       | 17    |
| 3   | Wayne Rainey        | Yamaha | 30   | +2.733    | 5       | 15    |
| 4   | Eddie Lawson        | Yamaha | 30   | +42.532   | 4       | 13    |
| 5   | Niall Mackenzie     | Suzuki | 30   | +54.520   | 7       | 11    |
| 6   | Juan Garriga        | Yamaha | 30   | +1:00.539 | 9       | 10    |
| 7   | Sito Pons           | Honda  | 30   | +1:05.231 | 12      | 9     |
| 8   | Peter Goddard       | Yamaha | 30   | +1:30.221 | 13      | 8     |
| 9   | Pierfrancesco Chili | Honda  | 29   | +1 giro   | 11      | 7     |
| 10  | Marco Papa          | Honda  | 29   | +1 giro   | 14      | 6     |
| 11  | Eddie Laycock       | Honda  | 29   | +1 giro   | 15      | 5     |
| 12  | Cees Doorakkers     | Honda  | 27   | +3 giri   | 16      | 4     |

### Ritirati
| Pilota               | Moto   | Giri | Motivo | Griglia |
| -------------------- | ------ | ---- | ------ | ------- |
| Kevin Schwantz       | Honda  | 28   | Caduta | 2       |
| Jean-Philippe Ruggia | Yamaha | 23   |        | 8       |
| Christian Sarron     | Yamaha | 11   |        | 6       |
| Tadahiko Taira       | Yamaha | 1    |        | 10      |

### Non qualificati
| Pilota            | Moto   |
| ----------------- | ------ |
| Niggi Schmassmann | Honda  |
| Scott Mitchell    | Suzuki |
| Craig Harwood     | Yamaha |
| Greg Drew         | PRP    |

## Classe 250

### Arrivati al traguardo
| Pos | Pilota             | Moto     | Tempo     | Punti |
| --- | ------------------ | -------- | --------- | ----- |
| 1   | John Kocinski      | Yamaha   | 42:38.600 | 20    |
| 2   | Helmut Bradl       | Honda    | +1.897    | 17    |
| 3   | Luca Cadalora      | Yamaha   | +8.879    | 15    |
| 4   | Daryl Beattie      | Honda    | +11.787   | 13    |
| 5   | Wilco Zeelenberg   | Honda    | +28.651   | 11    |
| 6   | Àlex Crivillé      | Yamaha   | +33.738   | 10    |
| 7   | Didier de Radiguès | Aprilia  | +33.747   | 9     |
| 8   | Masahiro Shimizu   | Honda    | +36.077   | 8     |
| 9   | Jochen Schmid      | Honda    | +1:06.334 | 7     |
| 10  | Dominique Sarron   | Yamaha   | +1:21.981 | 6     |
| 11  | Jorge Martínez     | JJ-Cobas | +1 giro   | 5     |
| 12  | Marcellino Lucchi  | Aprilia  | +1 giro   | 4     |
| 13  | David Horton       | Yamaha   | +1 giro   | 3     |
| 14  | Trevor Manley      | Yamaha   | +1 giro   | 2     |
| 15  | Ricky Rice         | Yamaha   | +1 giro   | 1     |
| 16  | David Moore        | Maico    | +1 giro   |       |
| 17  | Urs Jucker         | Yamaha   | +1 giro   |       |
| 18  | David Evelyn       | Tohatsu  | +1 giro   |       |
| 19  | Gavin Johnston     | Yamaha   | +1 giro   |       |

### Ritirati
| Pilota             | Moto    | Motivo |
| ------------------ | ------- | ------ |
| Carlos Cardús      | Honda   |        |
| Andreas Preining   | Rotax   |        |
| Jacques Cornu      | Honda   |        |
| Martin Wimmer      | Aprilia |        |
| Loris Reggiani     | Aprilia |        |
| Stephen Whitehouse | Yamaha  |        |
| John Hazelden      | Aprilia |        |
| Mike Webb          | Honda   |        |
| Martin Craggill    | Honda   |        |
| Renzo Colleoni     | Aprilia |        |
| Bernard Haenggeli  | Aprilia |        |
| Maurce Hawthorne   | Honda   |        |

## Classe 125

### Arrivati al traguardo
| Pos | Pilota              | Moto     | Tempo     | Punti |
| --- | ------------------- | -------- | --------- | ----- |
| 1   | Loris Capirossi     | Honda    | 38:39.614 | 20    |
| 2   | Bruno Casanova      | Honda    | +0.267    | 17    |
| 3   | Doriano Romboni     | Honda    | +0.345    | 15    |
| 4   | Hans Spaan          | Honda    | +0.638    | 13    |
| 5   | Fausto Gresini      | Honda    | +0.647    | 11    |
| 6   | Dirk Raudies        | Honda    | +9.428    | 10    |
| 7   | Robin Appleyard     | Honda    | +21.442   | 9     |
| 8   | Kin'ya Wada         | Honda    | +22.092   | 8     |
| 9   | Alessandro Gramigni | Aprilia  | +22.099   | 7     |
| 10  | Heinz Lüthi         | Honda    | +23.770   | 6     |
| 11  | Julián Miralles     | JJ-Cobas | +24.047   | 5     |
| 12  | Stefan Kurfiss      | Honda    | +24.193   | 4     |
| 13  | Jorge Martínez      | JJ-Cobas | +34.716   | 3     |
| 14  | Robin Milton        | Honda    | +49.187   | 2     |
| 15  | Manuel Hernández    | Honda    | +49.293   | 1     |
| 16  | Hisashi Unemoto     | Honda    | +49.941   |       |
| 17  | Gabriele Debbia     | Aprilia  | +49.991   |       |
| 18  | Johnny Wickström    | JJ-Cobas | +50.915   |       |
| 19  | Taru Rinne          | Honda    | +54.760   |       |
| 20  | Peter Galvin        | Honda    | +1:08.025 |       |
| 21  | Michael Haisman     | Honda    | +1:38.142 |       |
| 22  | Terry Paviel        | Honda    | +1 giro   |       |
| 23  | Colin Clark         | Honda    | +1 giro   |       |
| 24  | Peter McFayden      | Honda    | +1 giro   |       |
| 25  | Linda Walsh         | Honda    | +1 giro   |       |
| 26  | Kōji Takada         | Honda    | +1 giro   |       |
| 27  | David Mayne         | Honda    | +2 giri   |       |
| 28  | Tony Daly           | Honda    | +2 giri   |       |
| 29  | Peter Scott         | Honda    | +2 giri   |       |

### Ritirati
| Pilota           | Moto      | Motivo |
| ---------------- | --------- | ------ |
| Steve Patrickson | Honda     |        |
| Allan Scott      | Honda     |        |
| Ralf Waldmann    | JJ-Cobas  |        |
| Alfred Waibel    | Honda     |        |
| Stefan Prein     | Honda     |        |
| Maurizio Vitali  | Gazzaniga |        |
| Andrew Palmer    | Honda     |        |
| Hubert Abold     | Honda     |        |
| Stefan Brägger   | Aprilia   |        |

### Non qualificato
| Pilota         | Moto  |
| -------------- | ----- |
| Kenneth Fisher | Honda |